# Inštitut za računovodstvo, revizijo in davščine Ekonomsko-poslovne fakultete v Mariboru
Inštitut za računovodstvo, revizijo in davščine deluje v okviru Raziskovalno-izobraževalnega centra Ekonomsko-poslovne fakultete Univerze v Mariboru.